# TSSスーパーニュース
『tssスーパーニュース』（ティーエスエススーパーニュース、ラテン文字表記：tss Super NEWS）は、かつてテレビ新広島が生放送していた夕方の広島県向けローカルワイドニュース番組である。ハイビジョン制作（地上デジタル放送のみ）。

## 概要
- 番組のロゴは「tss」「FNN」「スーパーニュース（Super NEWS）」「WEEKEND」の書体や配置が何度か変更されている。

- 2014年9月29日時点のTSS番組表には平日「TSSスーパーニュース」、週末は「TSSスーパーニュースFNN」として掲載されており、平日・週末ともに現行の平日用ロゴ（赤色ベース）と併記されていた。

- ただし、実際のエンドクレジットでは週末（提供スポンサーが無い場合）は現行の「WEEKEND」ロゴ（青色ベース）が使われている（平日と異なり、「FNN」が無い）。なお、ローカル部分でも平日版のスタジオセットやエンドクレジットの番組ロゴには「FNN」が併記されている。

- 前番組『tss FNNザ・ヒューマン』に代わって1998年3月30日からスタートした。ステレオ放送実施（2011年10月31日より全編実施）。ニュース映像は2009年1月5日からハイビジョンが多くなってきた。ローカル部分でのニュース映像中のサイドテロップがついていないが、マイクはスタジオセットにされたものである。

- 2011年3月10日まで、全国ニュース枠直前のヘッドラインは東海テレビと同様、自社制作に差し替えていた。

- TSS・HP番組表およびEPG電子番組ガイドにおいて、第1部と第2部の明確な区切りは無い。

- 平日16:50 - 18:15は、フジテレビ発の任意ネット枠と全国ニュース『FNNスーパーニュース』を放送。

- 平日18:15 - 19:00は、広島から県内ローカルニュースと広島スポーツの力、今日の特集、天気予報などのニュース番組である。特集は自社制作のほか、フジテレビ制作の「スーパーリポート」や、関西テレビ制作のものが放送される場合もある。

- 土曜・日曜は、全国ニュースのタイトルが『FNNスーパーニュースWEEKEND』となったあとも、2008年3月30日までtss版はモデルチェンジ前の平日版オレンジ色ロゴ（初代WEEKENDロゴの原型）を使用していたため、ロゴに「WEEKEND」の文字が無かったが、同年4月5日のオープニング簡略化後は、フジテレビの「WEEKEND」ロゴがそのまま画面右上に表示されている。

- ローカルニュースのキャスター名表示のロゴにはフジテレビと同じように『FNNスーパーニュースWEEKEND』の文字が入っている。以前使用していたニュース内容の見出しも、青色で「WEEKEND」が入っていた。

- 地元のカープ戦を中継する日は主催ゲームに限り一部のコーナーを休止、および天気予報の時間を大幅に繰り上げた短縮版として放送（当番組を18:30で終了し、18:32からナイター中継を開始する）。ビジターゲームをネット受けする場合は通常通り放送した後19:00から野球中継を実施する。

- 2014年9月29日より放送時間を拡大し16:50開始となった。

- エンディングは平日は長らく1世代前の「WEEKEND」の曲が使われていて、提供表示後「tssスーパーニュース FNN（オレンジ色のロゴ） END」と表示し、映像は、平日は当日放送したニュース映像または、ハイビジョンのお天気カメラだったが、2011年のテーマ曲変更後は提供クレジット→CM→本編となり、現行テーマ曲を流しながらキャスター挨拶→お天気カメラに番組ロゴという構成になった。

- 週末は広島市内のお天気カメラの映像で、2008年4月5日以降は提供読みだけだった。2012年4月7日から、提供あるなしにかかわらずオルゴール調のオリジナルBGMが流れ、提供が無い場合には「FNNスーパーニュースWEEKEND tss END」→「tss Super NEWS WEENEND END」とロゴが入るようになった。

- 週末版の天気予報のBGMはアール・クルーの「I Don't Want To Leave You Alone Anymore」が長年使われている。

## 放送時間
| 期間      | 期間      | 放送時間（JST）        | 放送時間（JST）       | 放送時間（JST）       |
| 期間      | 期間      | 月曜日 - 金曜日        | 土曜日                | 日曜日                |
| --------- | --------- | ---------------------- | --------------------- | --------------------- |
| 1998.3.30 | 2000.4.2  | 17:55 - 18:55（60分）  | 18:00 - 18:30（30分） | 17:30 - 18:00（30分） |
| 2000.4.3  | 2001.4.1  | 17:54 - 18:55（61分）  | 18:00 - 18:30（30分） | 17:30 - 18:00（30分） |
| 2001.4.2  | 2005.3.31 | 17:54 - 18:55（61分）  | 17:30 - 18:00（30分） | 17:30 - 18:00（30分） |
| 2005.4.1  | 2013.3.31 | 17:54 - 19:00（66分）  | 17:30 - 18:00（30分） | 17:30 - 18:00（30分） |
| 2013.4.1  | 2014.9.28 | 17:53 - 19:00（67分）  | 17:30 - 18:00（30分） | 17:30 - 18:00（30分） |
| 2014.9.29 | 2015.3.29 | 16:50 - 19:00（130分） | 17:30 - 18:00（30分） | 17:30 - 18:00（30分） |

## 歴代出演者

### 平日版
- 若木憲子（平日、tss報道部記者）2013年4月1日から。
- 深井瞬（平日、メインキャスター）2011年3月28日から。

コメンテーター（2014年7月28日から出演）
- 細井謙一（広島経済大学経済学部教授）
- 藤口光紀（広島経済大学スポーツ経営学科教授）ほか

### 週末版
- tssアナウンサーのシフト勤務で、稀に平日のアナウンサーが担当することがある。
- 担当アナウンサーが休暇等で不在のときは、原則として他のアナウンサーが代理を行うが、時折若木が単独で務めることもある（特に深井がプロ野球中継の実況を担当する場合にみられる）。

### 過去
平日
★はアナウンサーとして現職のため、シフト勤務で週末を担当することがある他、代役として平日メインキャスターを務めることがある。
| 期間      | 期間      | 男性     | 男性     | 男性     | 女性     | 女性              |
| 期間      | 期間      | 月・火   | 水・木   | 金       | 月 - 木  | 金                |
| --------- | --------- | -------- | -------- | -------- | -------- | ----------------- |
| 1998.3.30 | 1999.3.26 | 笠間雅一 | 笠間雅一 | 石原敬士 | 古沢知子 | 古沢知子          |
| 1999.3.29 | 2000.3.31 | 笠間雅一 | 笠間雅一 | 石原敬士 | 古沢知子 | 前原美穂          |
| 2000.4.3  | 2003.3.28 | 笠間雅一 | 笠間雅一 | 石原敬士 | 三上絵里 | 三戸美佳          |
| 2003.3.31 | 2004.10.1 | 神田康秋 | 神田康秋 | 石原敬士 | 石井百恵 | 三戸美佳          |
| 2004.10.4 | 2005.3.25 | 福田康浩 | 福田康浩 | 石原敬士 | 石井百恵 | 三戸美佳          |
| 2005.3.28 | 2007.3.30 | 福田康浩 | 福田康浩 | 福田康浩 | 石井百恵 | 三上絵里          |
| 2007.4.2  | 2008.3.28 | 福田康浩 | 福田康浩 | 金田祐幸 | 石井百恵 | 天野陽子          |
| 2008.3.31 | 2010.3.26 | 金田祐幸 | 金田祐幸 | （不在） | 石井百恵 | 石井百恵 天野陽子 |
| 2010.3.29 | 2011.3.25 | 深井瞬   | 金田祐幸 | 金田祐幸 | 石井百恵 | 石井百恵          |
| 2011.3.28 | 2013.3.29 | 深井瞬   | 深井瞬   | 深井瞬   | 石井百恵 | 石井百恵          |
| 2013.4.1  | 2015.3.27 | 深井瞬   | 深井瞬   | 深井瞬   | 若木憲子 | 若木憲子          |

週末
- 佐藤幸弘
- 伊藤里絵
- 三戸美佳
- 神田康秋
- 石原敬士
- 矢野寛樹

### Hiroshima SPORTSキャスター
- 青坂匠
- 天野陽子 - 2014年は若木の夏期休暇時に代理でメインキャスターを担当した他、シフト勤務の週末版を担当することがある。
- バーゲルルミ - 2014年は若木の夏期休暇時に代理でメインキャスターを担当した他、シフト勤務の週末版を担当することがある。
  - 稀に上記3名からの出演がない場合、メインキャスターが兼務する。
- 原伸次 - 元広島東洋カープ・横浜ベイスターズ捕手・内野手。2014年7月28日よりスポーツコメンテーターとして、プロ野球シーズン中を中心に出演。
- 山内泰幸 - 元広島東洋カープ投手・コーチ。2014年12月1日からTSSの野球解説者として不定期出演。

過去
- 矢野寛樹 - 2014年7月に報道部に異動。異動後は報道編集長として本番組の制作に関与している。
- 三上絵里 - 報道部に異動。

### 天気キャスター
出演曜日については、時折変動することがある。
- 山本剛弘（月・火・水） - 気象予報士。日本気象協会を退職後、2014年現在広島市内の保育園で園長を務める。『知りため!プラス』のコメンテーターおよび天気予報コーナーも担当。
- 古庄栄子（木） - 日本気象協会所属の気象予報士。
- 波田健一（金） - テレビ新広島報道スポーツ局所属の気象予報士。『ひろしま満点ママ!!』の天気予報コーナーも担当。他部署への移動により一時降板時期あり。

### 過去
- 中田隆一 - 2011年3月25日まで。
- 久保陽子

## tss歴代の夕方ニュース
| 期間      | 期間      | 月曜 - 木曜                       | 金曜                              | 土曜・日曜                  |
| --------- | --------- | --------------------------------- | --------------------------------- | --------------------------- |
| 1975.10.1 | 1980.3.30 | tssローカルニュース               | tssローカルニュース               | FNNテレビ土曜・日曜夕刊     |
| 1980.3.31 | 1981.4.5  | tssローカルニュース               | tssローカルニュース               | FNNニュースレポート5:30     |
| 1981.4.6  | 1984.9.30 | ワイドニュース こんばんは!tss6:30 | ワイドニュース こんばんは!tss6:30 | FNNニュースレポート5:30     |
| 1984.10.1 | 1985.3.31 | tssワイドニュース                 | tssワイドニュース                 | FNNニュースレポート5:30     |
| 1985.4.1  | 1987.10.4 | tssワイドニュース                 | tssワイドニュース                 | tssワイドニュース           |
| 1987.10.5 | 1997.3.30 | tssスーパータイム                 | tssスーパータイム                 | tssスーパータイム           |
| 1997.3.31 | 1998.3.29 | tssザ・ヒューマン                 | tssザ・ヒューマン                 | tssザ・ヒューマン           |
| 1998.3.30 | 2015.3.29 | tssスーパーニュース FNN           | tssスーパーニュース FNN           | tssスーパーニュース FNN     |
| 2015.3.30 | 2018.4.1  | tss みんなのテレビ                | tss みんなのテレビ                | tssみんなのニュース FNN     |
| 2018.4.2  | 2019.3.31 | TSSプライムニュース               | TSSプライムフライデー             | プライムニュース イブニング |
| 2019.4.1  | 2020.6.28 | TSSプライムニュース               | TSSプライムフライデー             | FNN TSS Live News it!       |
| 2020.6.29 | 2020.9.27 | TSSプライムニュース               | TSSプライムニュース               | FNN TSS Live News it!       |
| 2020.9.28 | 2021.2.21 | TSSプライムニュース               | TSSプライムニュース               | FNN TSS Live News イット!   |
| 2021.2.22 | 現在      | TSSライク!                        | TSSライク!                        | FNN TSS Live News イット!   |